# Adolf Svoboda
Adolf Svoboda (16. června 1900 Chvaly – 9. února 1969 Praha) byl český a československý politik Komunistické strany Československa, poúnorový poslanec Národního shromáždění ČSR a od 50. do 60. let primátor hlavního města Prahy.

## Biografie
Narodil se do chudé dělnické rodiny.
Vyučil se strojním zámečníkem, již od mladých let se začal angažovat v politice a odborovém hnutí. V roce 1916 vstoupil do Svazu kovodělníků, později usedl do krajského výboru sociálně demokratické mládeže. Roku 1921 se stal jedním ze zakládajících členů KSČ. Působil na regionální i celostátní stranické úrovni. Po okupaci Československa nacisty byl zatčen a většinu války strávil v koncentračních táborech.
Po válce jeho politická kariéra pokračovala. Stal se předsedou OV KSČ v Praze a členem rady národního výboru v Praze. Zasedal v ústředním výboru Svazu československo-sovětského přátelství, působil jako tajemník KV KSČ, později předseda a vedoucí tajemník MV KSČ. V prosinci 1952 byl na celostátní konferenci KSČ zvolen kandidátem Ústředního výboru Komunistické strany Československa. Členem ÚV KSČ ho zvolil X. sjezd KSČ a XI. sjezd KSČ. XII. sjezd KSČ a XIII. sjezd KSČ ho dosadil do funkce člena Ústřední kontrolní a revizní komise KSČ. Byl mu udělen Řád republiky.
Po volbách roku 1948 byl zvolen do Národního shromáždění za KSČ ve volebním kraji Praha. Mandát nabyl až dodatečně v březnu 1952 jako náhradník poté, co rezignoval poslanec František Vais. V parlamentu zasedal do konce funkčního období, tedy do voleb roku 1954.
V letech 1954 až 1964 zastával pozici primátora hlavního města Prahy. V době jeho primátorství sice v Praze vzniklo několik významných staveb, celkově však podinvestované město chátralo zejména ve svých centrálních částech. Během jeho působení byl na Letné odhalen a po sedmi letech opět zbořen monumentální Stalinův pomník, největší skupinové sousoší v Evropě.
Zemřel v únoru 1969.